# Nikolaj Ryzjkov

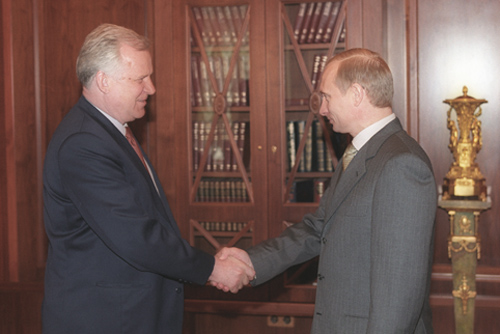
Ryzjkov och Vladimir Putin, 2000.

Nikolaj Ivanovitj Ryzjkov (ryska: Николай Иванович Рыжков), född 28 september 1929 i Donetsk oblast, Ukrainska SSR, Sovjetunionen (i nuvarande Ukraina), död 28 februari 2024 i Moskva, var en rysk politiker som var den siste ministerrådsordföranden (motsvarande premiärminister) i Sovjetunionen från 27 september 1985 till 14 januari 1991.

## Biografi
Ryzjkov var en teknokrat som arbetade sig upp genom leden. Han var först svetsare vid fabriken Sverdlovsk Uralmasj och blev sedan chefsingenjör och 1970–1975 direktör för Uralmasj, ett av de största sovjetiska företagen. 
Han anslöt sig till Sovjetunionens kommunistiska parti 1956. Han blev förste viceminister för tung industri och transportmaskinsbyggnad 1975. Han blev förste vice ordförande för den sovjetiska planmyndigheten, Gosplan 1979, och 1981 invaldes han i kommunistpartiets centralkommitté. Den 22 november 1982, efter att Leonid Brezjnev dött och Jurij Andropov kommit till makten, tvingades centralkommitténs sekreterare Andrej Kirilenko avgå och hans plats togs över av Ryzjkov, som också fick ansvar för centralkommitténs ekonomidepartement. När Michail Gorbatjov utnämnts till generalsekreterare för kommunistpartiet blev Ryzjkov medlem av politbyrån i april 1985. 5 månader senare drog sig den sovjetiske regeringschefen Nikolaj Tichonov tillbaka och Ryzjkov tog över hans post.
Ryzjkov stödde Gorbatjovs försök att återuppliva och omstrukturera den sovjetiska ekonomin genom att decentralisera planeringen och införa ny teknologi. Han besökte Volvos verkställande direktör Pehr G. Gyllenhammar i Göteborg 16 januari 1987 för att diskutera Volvos plan att investera i en lastbilfabrik i Sovjetunionen, och imponerades då av svensk industri och företagsledning. Han motsatte sig dock Gorbatjovs senare försök att införa marknadsekonomiska mekanismer i den sovjetiska ekonomin. När politbyrån omstrukturerades vid kommunistpartiets artonde kongress i juli 1990 blev alla regeringsmedlemmar utom Gorbatjov uteslutna, och Ryzjkov förlorade sin plats i politbyrån. I december 1990 togs han in på sjukhus för hjärtbesvär (det ryktades att detta hade fabricerats för att dölja slaget mot honom), och medan han återhämtade sig antog Sovjetunionens högsta sovjet en ny lag som ersatte ministerrådet med ett nytt ministerkabinett. Lagen antogs den 26 december 1990, men den nya strukturen sattes inte på plats förrän 14 januari 1991, när Valentin Pavlov blev premiärminister.
Sedan han tillfrisknat i början av 1991 blev Ryzjkov kommunisternas kandidat i det första presidentvalet i Ryska federationen den 12 juni 1991. Han fick mindre än 17 % av rösterna mot 57 % för Boris Jeltsin, och drog sig tillbaka från politiken för att ägna de följande åren åt att arbeta i bank- och investeringsindustrierna. I december 1995 blev han invald i den ryska duman för blocket Folkpatriotiska rörelsen – ”Makt åt folket!”, och 1996 blev han en ledare för den vänsterinriktade grupperingen Folkmakt i duman. I slutet av 1990-talet ledde han, tillsammans med Gennadij Ziuganov från Ryska federationens kommunistiska parti, en allians av vänstersinnade och nationalister som kallades Rysslands folkpatriotiska union. År 2003 lämnade han duman och blev medlem av det ryska federationsrådet för Belgorod oblast, där han satt till september 2023.

## Utmärkelser
- Arbetets Röda Fanas orden,  1966
- Sovjetunionens statliga pris,  1969
- Jubileumsmedalj ”För firandet av 100-årsdagen av Vladimir Lenins födelse”,  1970
- Oktoberrevolutionsorden,  1971
- Leninorden,  1974
- Patriotiska krigsorden av 1:a klass,  1985
- Medalj till minne av Moskvas 850-årsdag,  1997
- Ryska fäderneslandets förtjänstorden av 4:e graden,  2004
- Medalj "Till minne av Kazan 1000 år",  2005
- Armenisk nationalhjälte,  2008
- Ärans orden,  2013
- Stolypin-medalj av 1:a graden,  2014
- Ryska fäderneslandets förtjänstorden av första graden,  2014
- Stolypin-medalj av 2:a graden,  2019
- Arbetets hjälte, Ryska federationen,  2019
- Orden "Polstjärnan" (Jakutsk)
- Andra graden av Kazakstans Vänskapsorden
- Stolypin-medaljen
- Fäderneslandets förtjänstorden
- Vitrysslands hedersorden
- Femte klass av Jaroslav den vises orden
- Danakerorden
- Ryska federationens presidentiella tacksamhetscertifikat
- Den helige prins Daniel av Moskvas orden, 2:a klassen
- Ryska federationens presidents hederscertifikat
- Hedersmedborgare i Sverdlovsk oblast
- Helige furst Daniel av Moskvas orden

[Redigera Wikidata]